# Olga Essig
Olga Essig (* 15. Juli 1884 in Bromberg, Westpreußen, Deutsches Reich; † 14. Dezember 1965 in Hamburg) war eine deutsche Berufspädagogin und als Teil der deutschen Frauenbewegung besonders in der Mädchen- und Frauenbildung aktiv.

## Leben

### Herkunft und Ausbildung
Olga Essig wurde als eines von sechs Kindern einer Bauernfamilie in Bromberg (Westpreußen) geboren. Seit 1908 absolvierte sie eine Ausbildung zur Diplomhandelslehrerin, die sie 1914 mit einer zusätzlichen Prüfung in Technologie abschloss. Ab 1914 studierte sie Pädagogik, Sozial- und Wirtschaftswissenschaften in Breslau und Frankfurt, 1918 schloss sie ihr Studium mit der Promotion ab.

### Schul- und Frauenbildung

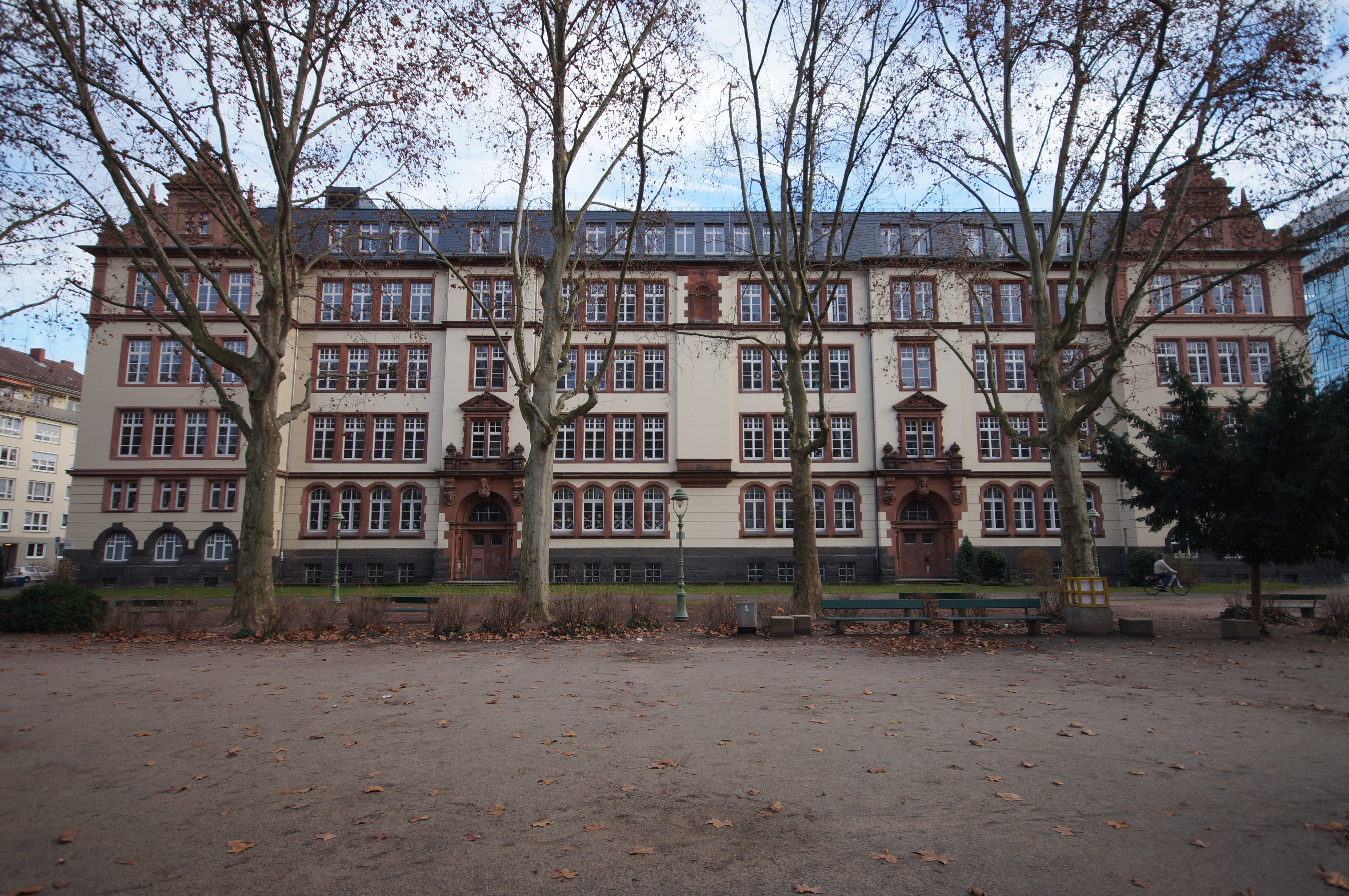
Die ehemalige Frauenarbeitsschule am Feldbergplatz 4

Essig wurde 1920 Mitglied im Bund Entschiedener Schulreformer (BESch). Sie übernahm 1921 die Leitung der Frauenarbeitsschule in Mainz und trat bereits im Jahr darauf im Streit um ihren Führungsstil zurück.
1922 wurde sie im Zuge der Greilschen Schulreform zum Vortragenden Rat für das Referat Mädchen-Berufsschulwesen im thüringischen Ministerium für Volksbildung ernannt und sollte das Mädchen-Berufsschulwesen reformieren. 1924 wurde sie umgehend entlassen, nachdem die Reichswehr im November 1923 die Koalitionsregierung in Thüringen aus SPD und KPD per Reichsexekution abgesetzt und rechte Parteien die Regierung übernommen hatten. Ab 1924 war sie Direktorin der Allgemeinen Gewerbeschule für das weibliche Geschlecht, d. h. der Mädchen-Berufsschule in Hamburg; es erfolgte ihre Ernennung zur Oberschulrätin für das gesamte Hamburgische Berufsschulwesen.
Nach der „Machtübernahme der Nationalsozialisten“ wurde Essig 1933 aus politischen Gründen in den Ruhestand versetzt. Nach Kriegsende übernahm sie 1945 das Amt als Oberschulrätin für die Berufsschulbehörde (heute: Hamburger Institut für Berufliche Bildung (HIBB)) erneut. 1946 war sie Mitbegründerin des Hamburger Frauenrings. 1950 wurde sie pensioniert. Sie erhielt 1959 das Bundesverdienstkreuz Erster Klasse.
Olga Essig wurde auf dem Hamburger Friedhof Bornkamp beigesetzt, das Grab wurde aufgelöst.

## Schriften
- Das Erbbaurecht in der Stadt Posen, (Volkswirtschaftliche Studien, Bd. 4) Berlin, Ebering, 1920
- Der hauswirtschaftliche Grossbetrieb; eine wirtschaftswissenschaftliche Studie. Frankfurt a. M., Brönner, 1920
- Die Berufsschule als Glied der Produktionsschule : Mit Ausz. aus d. Bestimmungen über Einrichtung u. Lehrpl. d. Fach- u. Fortbildungsschule, sowie d. Berufsschullehrerbildung in Preussen u. krit. Anm. (=Die Lebensschule - Schriftenfolge des Bundes Entschiedener Schulreformer Heft 5) Berlin, Schwetschke, 1921 (Wieder abgedruckt in: Die Arbeiterjugend und die Entstehung der berufsschulischen Arbeiterausbildung. Sechs Schriften, 1890–1938. Hrsg. und eingel. von Andreas Kunze, Vaduz, Topos Verlag, 1987))
- Beruf und Menschentum: Vorträge u. Leitsätze von d. Bundestagungen in Frankfurt a. M., Berlin-Lankwitz u. Offenbach, 1922
- Beruf und Menschentum: Vorträge, Abrisse u. Leitsätze. 2., durchges. und verm. Aufl., (=Die Lebensschule - Schriftenfolge des Bundes Entschiedener Schulreformer Bd. 8/9) Berlin, Schwetschke, 1924
- Die Berufsnot der Frauen, 1922. In: dies. Beruf und Menschentum: ..., 1922, S. 26–32.
- Im Kampf um die Berufsschule: Schulpolit. u. organisator. Pläne, Entwürfe, Anträge u. Versuche, 1924
- Die weibliche Berufsschule. In: Handbuch der Pädagogik. 4 Die Theorie der Schule und der Schulaufbau. Hrsg. von Herman Nohl u. a. - Langensalza u. a., Beltz, (1928), S. 193–202
- Frauenarbeit und öffentliche Berufserziehung in Hamburg: Vortragsreihe veranst. von d. Lehrkörpern d. Allgem. Berufsschulen f. d. weibl. Jugend, Schule f. Kontoristinnen, Verkäuferinnen, Handels- u. höh. Handelsschule, Schulen f. Frauenberufe d. Kindergärtnerinnen-Seminars u. d. Kinderpflegerinnenschule. Hrsg. von d. Veranstaltern d. Vortragsreihe. [Einf.: Olga Essig], 1929
- Die Frau in der Industrie. Quellenhefte zum Frauenleben in der Geschichte, 18, Berlin, Herbig, 1932 (Neu erschienen in den Quelleneditionen zur Geschichte der deutschen Arbeiterbewegung: Projekt 2, Proletarische Frauenbewegung, Wildberg, 2002 und als CD-ROM-Ausg.: Wildberg, Belser Wiss. Dienst, 2004)
- Caspar Voght über Pestalozzi: ein Brief aus Yverdun an die Patriotische Gesellschaft, 1935
- Berufs- und Gemeinschaftserziehung im Lebenswerk von Anna Siemsen. Mainz, Helios-Verl., 1951 (Sonderdr. aus der Monatsschrift: Lebendige Schule: Monatschrift für Erziehung und Unterricht; 6. Jg. 1951. H. 8.)

## Sekundärliteratur
- Agnes Heineken: Olga Essig. Pionierin weiblicher Berufserziehung. Kiel, Dr. Witthöft, 1956 (Sonderdr. aus der Monatsschrift: Mädchenbildung und Frauenschaffen. 6. Jg., Mai 1956. H. 5).
- Neuner, Ingrid: Der Bund entschiedener Schulreformer 1919–1933. Programmatik und Realisation., Bad Heilbrunn, Obb., Klinkhardt, 1980.
- Bernhard, Armin (Hrsg.): Der Bund der entschiedenen Schulreformer. Eine verdrängte Tradition demokratischer Pädagogik und Bildungspolitik., Frankfurt, a. M., dipa-Verl., 1990.
- Inge Hansen-Schaberg: Rückkehr und Neuanfang. Die Wirkungsmöglichkeiten der Pädagoginnen Olga Essig, Katharina Petersen und Minna Specht im westlichen Deutschland der Nachkriegszeit. In: Jahrbuch für Historische Bildungsforschung, Bd. 1 (1993), S. 319–338.
- Mayer, Christine: Essig, Olga. In: Hamburgische Biografie. Personenlexikon. Hrsg. v. Frank Kopitzsch und Dirk Brietzke, Bd. 1, Christians, Hamburg 2001, S. 91–93.
- Mayer, Christine: Olga Essig und der Aufbau des Allgemeinen Berufsschulwesens für Mädchen in Hamburg. In: Zu neuen Ufern 1929–2004. Festschrift zum 75jährigen Jubiläum der Beruflichen Schule Uferstraße. (2004), S. 30–34.
- Mayer, Christine: Essig, Olga Margaretha. In: Altpreußische Biographie. Im Auftrag der Historischen Kommission für ost- und westpreußische Landesgeschichte, Bd. V, 2, hrsg. von Klaus Bürger. Osnabrück: fibre Verlag, 2007, S. 1779–1780.
- Mayer, Christine: Reformpädagogische Initiativen in der Berufsbildung der 1920er Jahre: Der Aufbau des Mädchenberufsschulwesens in Hamburg unter der Leitung Olga Essigs. In: K. Kraus und M. Weil (Hrsg.): Berufliche Bildung. Historisch – Aktuell – International. Detmold: Eusl-Verlagsgesellschaft, 2015, S. 34–40.
- Manfred Berger: Essig, Olga, in: Hugo Maier (Hrsg.): Who is who der Sozialen Arbeit. Freiburg : Lambertus, 1998 ISBN 3-7841-1036-3, S. 165f.